# Ultime parole (film)
Ultime parole (Letzte Worte) è un cortometraggio realizzato nel 1967 dal regista bavarese Werner Herzog. È stato girato in due giorni a Creta e sull'isola di Spinalonga, durante la lavorazione di Segni di vita, il primo lungometraggio del regista.

## Trama
Il film parla di un anziano suonatore di cetra che per anni si è rifiutato di lasciare l'isola di Spinalonga, un tempo usata come lebbrosario, della quale era rimasto l'unico abitante. La polizia ha forzato l'uomo a lasciare l'isola e a trasferirsi in paese, dove vive suonando la cetra ma rifiutandosi di parlare. Paradossalmente, continua a ripetere la frase: "Non dirò niente di niente, non voglio dire nemmeno no, è la mia ultima parola", per cui continua a parlare. Anche altre persone intervistate al riguardo continuano a ripetere una stessa frase, creando un effetto surreale.

## Commento
Il film presenta per la prima volta alcuni aspetti che diventeranno tipici del cinema di Herzog: il protagonista in conflitto con la società che viene sconfitto dagli eventi anticipa un lungo elenco di personaggi herzoghiani, che arriva fino al Timothy Treadwell di Grizzly Man (2005), passando per i personaggi interpretati da Klaus Kinski e Bruno S..
Inoltre il film è il primo esempio del modo libero ed eccentrico in cui Herzog affronta il genere "documentario"; nonostante il film tratti una storia vera e sia composto da interviste, il modo in cui alcune persone ripetono le frasi è decisamente assurdo e irrealistico e, da una delle scene con i poliziotti, appare evidente che è lo stesso regista a guidare il tutto. Il regista manipola così la realtà per soddisfare i suoi bisogni espressivi, cosa che avverrà spesso nei suoi "documentari", soprattutto in Fata Morgana e Apocalisse nel deserto.

## Distribuzione
In Italia il film è reperibile nel DVD I corti di Werner Herzog, edito dalla Rarovideo, e in quello di Paese del silenzio e dell'oscurità della Ripley's Home Video.